# Маура Маобве
Маура (Мавура) Маобве (*д/н — бл. 1480) — 3-й мвене-мутапа (володар) Мономотапи в 1480 році.

## Життєпис
Походив з династії Мбіре. Син мвене-мутапи Н'янхехве Матопе. Після смерті батька 1480 року посів трон. Втім проти нього виступив брат Мукомберо Н'яхуме, внаслідок чого держава фактично розпалася на дві частини. В запеклій боротьбі того ж року Маура Маобве зазнав поразки й загинув.